# プリースト 悪魔を葬る者
『プリースト 悪魔を葬る者』（プリースト あくまをほうむるもの、原題：검은 사제들（→黒い司祭たち））は、2015年公開の韓国映画。チャン・ジェヒョンの長編映画監督デビュー作。主演はキム・ユンソク、カン・ドンウォン。共演はパク・ソダムら。544万人あまりを動員し、2025年にはクォン・ヒョクジェ監督で続編の『黒い修道女たち（原題：검은 수녀들）』が制作された。

## ストーリー
女子高校生ヨンシン（パク・ソダム）は、ひき逃げ事故に遭った直後から不可解な症状に見舞われ、自殺未遂を起こして昏睡状態に陥っていた。多くの聖職者が救済をためらうなか、少女の肉体が何者かに乗っ取られたことを確信したキム神父（キム・ユンソク）だけが「悪魔祓い」を執り行うと宣言。補助司祭として、除霊の知識や儀式用の多言語を話せる神学校生アガト（カン・ドンウォン）が選ばれた。魔物と化した少女を救う準備を整え、二人は人知を超えた危険な領域に足を踏み入れる。

## キャスト
- キム・ユンソク：キム・ボムシン／ペトロ神父（フランシスコ会薔薇十字会）
- カン・ドンウォン：チェ・ジュノ／アガト副祭（ソウルカトリック大学校）
- パク・ソダム：イ・ヨンシン - 悪霊に取り憑かれた女子高生
- キム・ウィソン：学長神父
- ソン・ジョンハク：モンシニョール
- イ・ホジェ：チョン神父（祓魔師）
- ナム・イル：修道院長
- キム・ビョンオク：パク教授（ソウルカトリック大学病院）
- パク・ウン：主教（フランシスコ会）
- イ・ジョンヨル：ヨンシンの父（サムソン洋服店）
- キム・ソスク：ヨンシンの母
- ミン・ジヌン：後任警察
- Leo Martin：師匠司祭
- Luca Vaquer：弟子司祭
- ユ・スミ：主任（ソウルカトリック大学校）
- チョ・スヒャン：アグネス（ソウルカトリック大学病院）
- イ・ナミ：チェチュン法師
- チョン・ハダム：ヨンジュ（ムーダン）
- ソン・ミンソク：タクシー運転手
- ナム・ムンチョル：パク修士
- キム・スジン：キム神父の妹（焼肉店）
- クォン・チョル：先任警察
- ク・ドキュン：アントニオ
- ソ・サンウォン：教授神父
- イ・グァンス：補助司祭 ヨハネ
- イ・ヒョジェ：幼少期のチェ副祭
- イ・イェソン：チェ副祭の妹

## 受賞

### 2016年度
- 第37回青龍映画賞：助演女優賞（パク・ソダム）
- 第52回百想芸術大賞：映画部門 女性新人演技賞（パク・ソダム）
- 第21回春史大賞映画祭：新人女優賞（パク・ソダム）
- 第25回釜日映画賞：助演女優賞（パク・ソダム）
- 第7回今年の映画賞：新人女優賞（パク・ソダム）
- 第3回韓国映画制作者協会賞：助演女優賞（パク・ソダム）
- 第16回ディレクターズ・カット・アワード：今年の新人監督賞（チャン・ジェヒョン）

## その他
- 2017年5月10日に、本映画を基にしたモバイルゲーム『プリースト：退魔令』が発売された[4]。